# Saint-Corneille
Saint-Corneille is een gemeente in het Franse departement Sarthe (regio Pays de la Loire) en telt 826 inwoners (1999). De plaats maakt deel uit van het arrondissement Mamers.

## Geografie
De oppervlakte van Saint-Corneille bedraagt 11,1 km², de bevolkingsdichtheid is 74,4 inwoners per km².
De onderstaande kaart toont de ligging van Saint-Corneille met de belangrijkste infrastructuur en aangrenzende gemeenten.

## Demografie
Onderstaande figuur toont het verloop van het inwonertal (bron: INSEE-tellingen).